# 長島町 (岐阜県)
長島町（おさしまちょう）は、かつて岐阜県恵那郡にあった町である。
大井町とともに、現在の恵那市の中心地を構成する町の一つである。現在の地名は、長島町久須見、長島町正家、長島町永田、長島町中野、長島町鍋山である。

## 大字・字
- 大字:中野
- 字:石田、上沼、横井、桑下、大隅前、大隅屋敷、松葉田、神田、霜月田、艾田、上艾田、薮下、鍜治畑、羽白、六反田、田中、田中、下浦、能万寺、寺の下、居屋敷、前田、羽根平、阿彌陀外戸、家浦、山野田、坊屋敷、一色、石橋、九蔵田、田違下、硯水、神明前、堤下、島田、家久後、乗越、鳶ケ入、槇ケ根
- 大字:久須見
- 字:川通、裏畑、堀田、中通、永原、曾山、上の洞、宮栗、下の段、下田、いかり、穴の山、前平、前田、餅田、日焼、大平、澤屋、島田、向田、笹尾、馬掛場、井洞、吹久保、つぼじり、うるぶし、越高、銭神、天王前、新田、石田、洞、落瀬、四つ辻、東門、越の前、九枝、宮裏、東作、荒巻、曽根見、深山澤、柏久後、中尾、下山
- 大字:正家
- 字:鍋山、寺平、上垣外、大洞、洞田、古寺、飛ケ根、清水、赤田、柳田、牧垣外、築出、鷺田、佃、槇本、石田、前田、八反田、中曾根、梨の木、堀田、千取場、樋詰、道垣外、宇東、一町田、向畑、魚ケ島、河原田、牧田、後田
- 大字:永田
- 字:若宮、浮沼、田中、新切、梨の木平、菅沼、祖理見、城ケ洞、中島、大洞、羽白、竹の下、木の下、石田、砂田、梅露庵、棒作

## 歴史
- 奈良時代に法隆寺式伽藍配置の堂塔の寺院が建立され平安時代には廃絶となったがその遺構が残っている。寺名が不明のため、正家廃寺と呼ばれる。
- 平安時代末期から戦国時代末期まで、美濃国恵那郡遠山荘の一部。岩村城を本拠地とする地頭遠山氏の領地。
- 室町時代の応仁の乱の時、信濃松尾城主の小笠原家長と木曽の豪族木曾家豊が恵那郡に侵入。文明5年（1473年）から天文元年（1532年）の数十年間小笠原氏が大井城を拠点として恵那郡中部を支配。しかし天文2年（1533年）以降になると小笠原氏は家中の内紛により勢力が弱まり、遠山氏が恵那郡中部を奪還。
- 戦国時代末期武田氏が恵那郡に侵入し遠山氏の本拠地岩村城を占領し恵那郡を支配したが織田信長が武田軍を攻撃し恵那郡から追放。
- 江戸時代、正家村の石高は900石で尾張藩の木曾衆の山村甚兵衛 200石・千村平右衛門 400石・三尾左京 300石の領地であった。（久須見村、永田村、中野村）は岩村藩領であった。
- 慶長9年(1604年)2月の江戸幕府の命により中野槇ヶ根の西行塚西の中山道に一里塚が設置された。
- 明治22年（1889年）7月1日 - 正家村、久須見村、永田村、中野村が合併し、長島村になる。
- 明治31年（1898年）12月14日 - 長島村が町制施行し、長島町となる。
- 昭和29年（1954年）4月1日 - 恵那郡大井町、東野村、三郷村、武並村、笠置村、中野方村、飯地村と合併し恵那市となる。

## 学校
- 長島町立長島小学校（現・恵那市立長島小学校）
- 長島町立久棲小学校（1966年に統合により廃校）
- 大井町長島町学校組合立恵那中学校（1957年、恵那市立恵那東中学校と恵那市立恵那西中学校に分割、長島町は主に恵那西中学校の校区）

## 施設･観光など
- 国立岐阜療養所

## 寺院
正家
- 圓通寺

中野
- 長栄寺
- 音通寺
- 妙浄寺

永田
- 高安寺

久須見
- 長徳寺